# بي أف-219061
بي أف-219,061 (بالإنجليزية: PF-219,061)‏ هي مادة تطورها فايزر ذات تأثير ناهض قوي وانتقائي تجاه مستقبل الدوبامين د3. تجرى عليها الأبحاث لاحتمال فعاليتها في علاج العجز الجنسي الأنثوي.